# NGC 2844
NGC 2844 is een spiraalvormig sterrenstelsel in het sterrenbeeld Lynx. Het hemelobject werd op 18 maart 1787 ontdekt door de Duits-Britse astronoom William Herschel.

## Synoniemen
- UGC 4971
- MCG 7-19-64
- ZWG 209.57
- IRAS 09186+4021
- PGC 26501